# Cyprian (patriarcha Aleksandrii)
Cyprian (ur. 1723 (?), zm. 1783) – patriarcha Aleksandrii w latach 1766–1783.

## Życiorys
Pochodził z Cypru i jako diakon nauczał w Akademii Athonite.